# Grand Prix moto des Nations 1949
Le Grand Prix moto des Nations, connu également sous le nom de Grand Prix d'Italie 1949 est le sixième rendez-vous de la saison 1949 du championnat du monde de vitesse. Il s'est déroulé sur l'Autodromo Nazionale di Monza du 2 au 4 septembre 1949.
C'est la 27e édition du Grand Prix moto des Nations et la 1re édition comptant pour le championnat du monde.

## Classement final500cm3
| Pos. | Pilote               | Moto       | Temps/Écart       | Points |
| ---- | -------------------- | ---------- | ----------------- | ------ |
| 1    | Nello Pagani         | Gilera     | 1 h 16 min 36 s 8 | 10+1   |
| 2    | Arciso Artesiani     | Gilera     | +0 s 8            | 8      |
| 3    | William Doran        | AJS        | +15 s 8           | 7      |
| 4    | Guido Leoni          | Moto Guzzi | +18 s 2           | 6      |
| 5    | Bruno Bertacchini    | Moto Guzzi | +31 s 2           | 5      |
| 6    | Reg Armstrong        | AJS        | +1 min 03 s 6     |        |
| 7    | Felice Benasedo      | Moto Guzzi | +1 tour           |        |
| 8    | Luigi Sabbadini      | Moto Guzzi | +1 tour           |        |
| 9    | Sante Geminiani      | Moto Guzzi | +1 tour           |        |
| 10   | Dante Bianchi        | Moto Guzzi | +2 tours          |        |
| 11   | Adelmo Mandolini     | Moto Guzzi | +2 tours          |        |
| 12   | Lodovico Facchinelli | Gilera     | +2 tours          |        |
| 13   | Orlando Valdinoci    | Gilera     | +3 tours          |        |
| 14   | Alfeo Maramotti      | Moto Guzzi | +3 tours          |        |
| 15   | Oscar Clemencich     | Gilera     | +5 tours          |        |
| Abd. | Aldo Bernardoni      | Gilera     | Abandon           |        |
| Abd. | Emilio Soprani       | Gilera     | Abandon           |        |
| Abd. | Eric Oliver          | Norton     | Abandon           |        |
| Abd. | Leslie Graham        | AJS        | Abandon           |        |
| Abd. | Carlo Bandirola      | Gilera     | Abandon           |        |
| Abd. | Ernie Thomas         | Triumph    | Abandon           |        |
| Abd. | Armando Miele        | Gilera     | Abandon           |        |
| Abd. | Aldo Brini           | Gilera     | Abandon           |        |

## Classement final250cm3
| Pos. | Pilote              | Moto       | Temps/Écart       | Points |
| ---- | ------------------- | ---------- | ----------------- | ------ |
| 1    | Dario Ambrosini     | Benelli    | 1 h 02 min 53 s 8 | 10+1   |
| 2    | Gianni Leoni        | Moto Guzzi | +32 s 6           | 8      |
| 3    | Umberto Masetti     | Benelli    | +52 s 2           | 7      |
| 4    | Bruno Ruffo         | Moto Guzzi | +2 min 04 s 2     | 6      |
| 5    | Claudio Mastellari  | Moto Guzzi | +2 min 04 s 8     | 5      |
| 6    | Bruno Francisci     | Moto Guzzi | +2 min 22 s 8     |        |
| 7    | Antonio Castiglioni | Moto Guzzi | +1 tour           |        |
| 8    | Celeste Cavaciuti   | Parilla    | +1 tour           |        |
| 9    | Ugo Plebani         | Moto Guzzi | +1 tour           |        |
| 10   | Giovanni Bellocchio | Moto Guzzi | +1 tour           |        |
| Abd. | Umberto Braga       | Parilla    | Abandon           |        |
| Abd. | Alano Montanari     | Moto Guzzi | Abandon           |        |
| Abd. | Luigi Ciai          | Parilla    | Abandon           |        |
| Abd. | Roberto Colombo     | Moto Guzzi | Abandon           |        |

## Classement final125cm3
| Pos. | Pilote           | Moto        | Temps/Écart   | Points |
| ---- | ---------------- | ----------- | ------------- | ------ |
| 1    | Gianni Leoni     | FB Mondial  | 54 min 16 s 0 | 10+1   |
| 2    | Umberto Masetti  | Moto Morini | +1 min 03 s 0 | 8      |
| 3    | Umberto Braga    | FB Mondial  | +1 min 18 s 0 | 7      |
| 4    | Renato Magi      | Moto Morini | +1 min 40 s 4 | 6      |
| 5    | Nello Pagani     | FB Mondial  | +2 min 30 s 8 | 5      |
| 6    | Carlo Gobetti    | Moretti     | +1 tour       |        |
| 7    | Aldo Attolini    | MV Agusta   | +1 tour       |        |
| 8    | Luigi Zinzani    | MV Agusta   | +2 tours      |        |
| 9    | Jakob Keller     | MV Agusta   | +2 tours      |        |
| 10   | W. Zijlaad       | MV Agusta   | +3 tours      |        |
| 11   | Gastaldi         | ...         | +3 tours      |        |
| 12   | Federigo Bettoni | MV Agusta   | +3 tours      |        |
| 13   | Emilio Soprani   | FB Mondial  | +4 tours      |        |
| Abd. | Giuseppe Matucci | MV Agusta   | Abandon       |        |
| Abd. | Franco Bertoni   | MV Agusta   | Abandon       |        |
| Abd. | Carlo Ubbiali    | MV Agusta   | Abandon       |        |
| Abd. | Raffaele Alberti | Moto Morini | Abandon       |        |

## Classement final side-car
| Pos. | Pilote              | Passager        | Moto       | Temps/Écart   | Points |
| ---- | ------------------- | --------------- | ---------- | ------------- | ------ |
| 1    | Ercole Frigerio     | Lorenzo Dobelli | Gilera     | 46 min 25 s 4 | 10     |
| 2    | Frans Vanderschrick | Martin Whitney  | Norton     | +1 min 05 s 0 | 8      |
| 3    | Albino Milani       | Ezio Ricotti    | Gilera     | +1 min 05 s 2 | 7      |
| 4    | Ernesto Merlo       | Aldo Veglio     | Gilera     | +1 min 05 s 2 | 6      |
| 5    | Eric Oliver         | Denis Jenkinson | Norton     | +1 min 29 s 2 | 5+1    |
| 6    | G. Amerio           | ...             | Norton     | +1 tour       |        |
| 7    | A. Del Corno        | ...             | Moto Guzzi | +1 tour       |        |
| 8    | Renato Prati        | ...             | Moto Guzzi | +2 tours      |        |
| Abd. | Giovanni Carrù      | ...             | ...        | Abandon       |        |
| Abd. | Luigi Marcelli      | ...             | BMW        | Abandon       |        |
| Abd. | Roberto Besana      | ...             | Triumph    | Abandon       |        |
| Abd. | Borri               | ...             | Gilera     | Abandon       |        |
| Abd. | Jakob Keller        | A. Zellweger    | Gilera     | Abandon       |        |
| Abd. | Alfredo Milani      | ...             | Gilera     | Abandon       |        |